# پروتون‌دهی

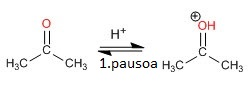
نمونه یک پروتون‌دهی در یک واکنش شیمیایی

پروتون‌دهی در شیمی عبارت است از افزودن پروتون (+H) به یک اتم، مولکول یا یون و تشکیل یک اسید مزدوج. برای نمونه:
- پروتون‌دهی به آب توسط سولفوریک اسید:

- H2SO4 + H2O  H3O+ + HSO−
4

- پروتون‌دهی به ایزوبوتیلن در تشکیل کربوکاتیون:

- (CH3)2C=CH2 + HBF4  (CH3)3C+ + BF−
4

- پروتون‌دهی به آمونیاک در تشکیل آمونیوم کلرید از آمونیاک و هیدروژن:

- NH3(g) + HCl(g) → NH4Cl(s)

پروتون‌دهی بخشی بنیادی در واکنش‌های شیمیایی است و در بسیاری از واکنش‌های استوکیومتری و فروکافت کاربرد دارد.